# Then and Now (Slaughter)
Then and Now è una raccolta del gruppo musicale statunitense Slaughter, pubblicata l'8 ottobre 2002 dalla Sanctuary Records. Contiene brani iseriti negli album "Fear No Evil"  e "Revolution" e 2 brani dal vivo

## Tracce
1. Get Use to It – 3:34
2. Tongue N' Groove – 3:04
3. Searchin' – 4:28
4. Heaven It Cries – 6:18
5. It'll Be All Right – 5:14
6. Fly to the Angels (Live) – 5:22
7. Breakdown N' Cry – 6:07
8. Can We Find a Way – 4:26
9. American Pie – 3:53
10. Let the Good Times Roll – 3:31
11. Up All Night (Live) – 6:12
12. Unknown Destination – 5:29

## Provenienze
Dall'album Fear No Evil brani: 1 - 3 - 5 - 7 - 10 -12
Dall'album Revolution brani: 2 - 4 - 8 - 9
Versioni live: 6 - 11

## Formazione
- Mark Slaughter – voce, chitarra ritmica, tastiere
- Tim Kelly – chitarra solista, cori
- Dana Strum – basso, cori
- Blas Elias – batteria, cori